# کفشک صورتی
کَفشَک صورتی (نام علمی: 'Crepis rubra') یکی از گونه‌های سردهٔ کفشک است. این گیاه بومی جنوب ایتالیا و منطقهٔ بالکان است. زمان گلدهی از ماه می تا ماه ژوئن است.